# Alma de mi alma
Alma de mi alma é uma telenovela mexicana, produzida pela Televisa e exibida em 1964 pelo Telesistema Mexicano.

## Elenco
- David Reynoso
- Gloria Marín
- Jacqueline Andere
- Enrique Álvarez Félix